# Хлорид-гидридная газофазная эпитаксия (ХГФЭ)
Хлорид-гидридная газофазная эпитаксия — является эпитаксиальным методом для выращивания кристаллов с помощью хлоридов металлов, поступающих в реактор в газовой фазе.

Метод получил широкое распространение в промышленном производстве полупроводников AlN, GaN, GaAs, InP благодаря высокой скорости роста по сравнению с молекулярно-пучковой эпитаксией, МОС-гидридной эпитаксией.

Конструкция ХГФЭ реактора схожа с установкой МОС-гидридной эпитаксии, однако, в последней, в соответствии с названием, исходный газ является органическими молекулами, содержащими целевой металл.

Отдельные особенности и перспективные направления ХГФЭ изучаются учеными разных университетов.